# Winzerstraße (Radebeul)

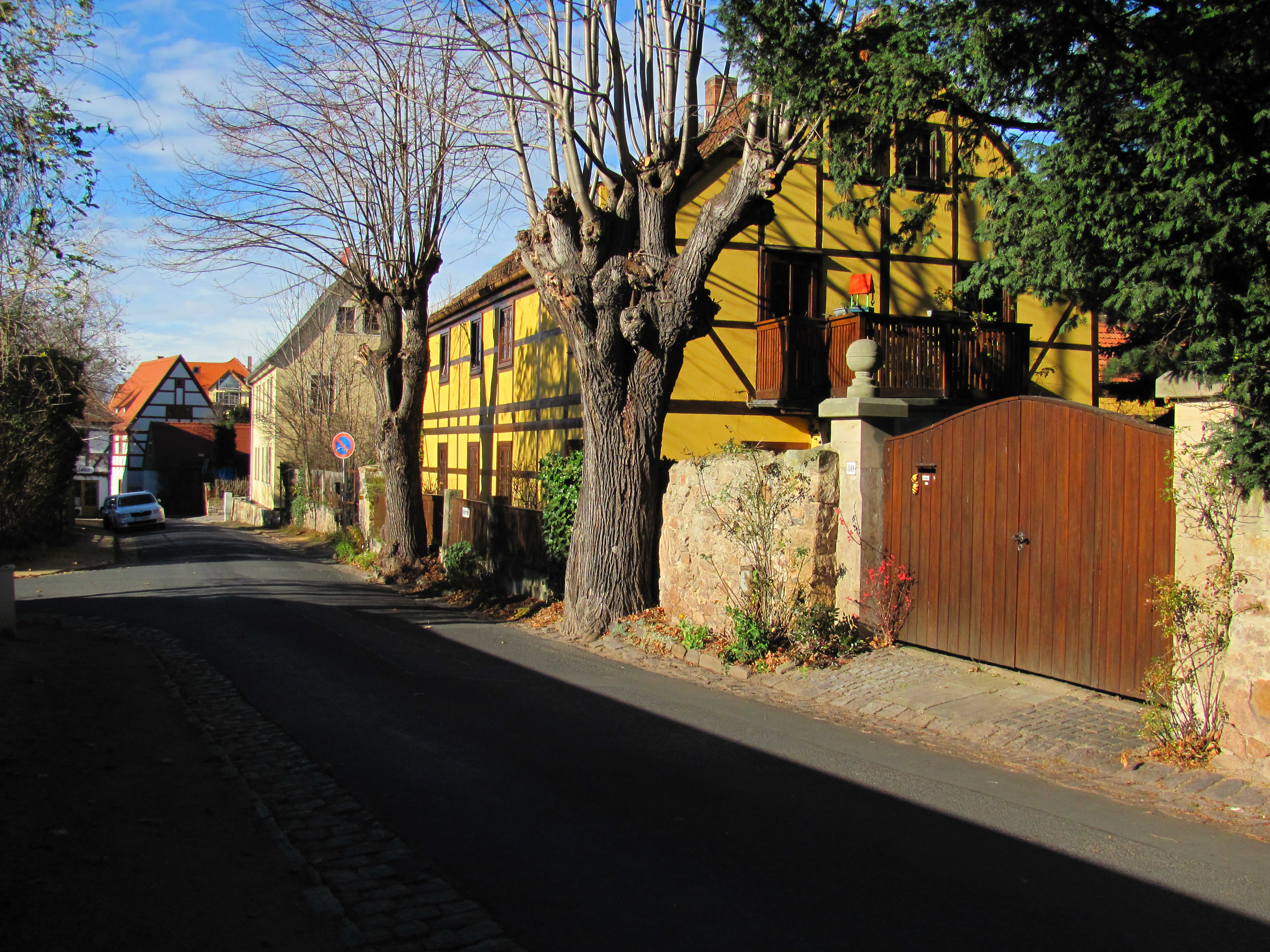
Westliche Winzerstraße: Haus Stephani mit Tor, Haus Richter, Beuhnsches Gut, Haus Lotter (von re. nach li.)

Die Winzerstraße ist eine etwa 2,25 Kilometer lange Innerortsstraße der sächsischen Stadt Radebeul, gelegen im Stadtteil Niederlößnitz. Sie beginnt am Westufer des Lößnitzbachs, das heißt, sie beginnt an der Paradiesstraße und verläuft dann westlich durch die Tempo-30-Zone des Villenquartiers Niederlößnitz, in etwa parallel zur Meißner Straße, bis zur Ludwig-Richter-Allee. Die Winzerstraße ist die historische mittlere Berggasse, d. h., sie verlief bereits im Mittelalter auf mittlerer Höhe durch die Weinbauflur von Kötzschenbroda. Höher, also direkt am Fuß des Steilhangs der Lausitzer Verwerfung, verlief die obere Berggasse, die heutige Obere Bergstraße. Die mittelalterliche Winzerstraße war Teil der hiesigen Salzstraße.

## Ortslage und Bebauung

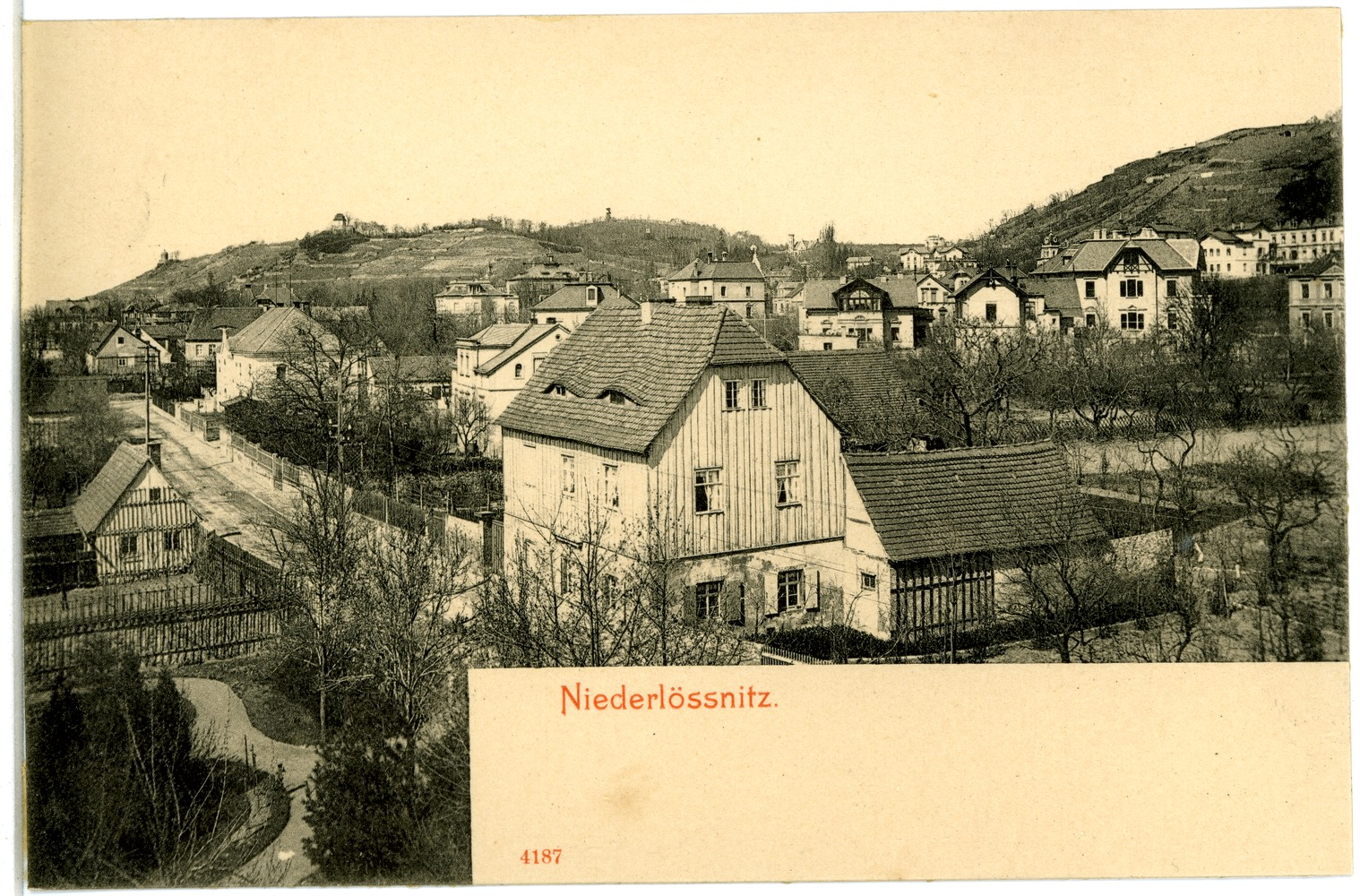
Haus Möbius (links Bildmitte, 1903). Nach rechts unten verläuft die Winzerstraße. Auf der linken Hügelkuppe: Mätressenschlösschen, links darunter der Jacobstein

Winzerstraße nach Osten (nach 1907). Auf der Hügelkuppe: Bismarckturm und Spitzhaus

Die Winzerstraße ist eine von Ost nach West durch Niederlößnitz verlaufende Wohnstraße. Sie verläuft etwa parallel zur Meißner Straße auf halber Strecke zum Steilhang der Radebeuler Weinberge. Sie beginnt im Osten an einer kleinen Platzausbildung an der Paradiesstraße, von wo es nicht nur nach Südosten zur Meißner Straße und nach Norden in den Lößnitzgrund geht, sondern auch nach Nordosten über den Lößnitzbach und die Lößnitzgrundbahn nach Oberlößnitz, direkt an den Fuß der Hoflößnitz.
Nach Westen quert die Winzerstraße zahllose Querstraßen. Nah am Anfang geht die Borstraße nach Süden ab, dann bildet sie mit der Zillerstraße und der Heinrich-Zille-Straße den heutigen Zillerplatz aus. Recht weit im Westen quert sie die Moritzburger Straße (an jener Platzausbildung geht vorher die Karlstraße nach Norden ab) und mündet an der Ludwig-Richter-Allee in einen weiteren, namenlosen Platz, in den von Osten kommend ebenfalls die Straße Am Bornberge mündet. Geradeaus weiter führt die Verlängerung von Winzerstraße und Am Bornberge über die Straße Am Jacobstein direkt von Osten zur bergwärtigen Seite von Schloss Wackerbarth, wo die Straßenführung heute unterbrochen ist. In der Verlängerung beginnt auf der Westseite des Schlossanwesens die Mittlere Bergstraße, die den alten Namen der Winzerstraße weiterträgt. Diese verläuft durch die Stadtteile Naundorf und Zitzschewig und geht an der Grenze zu Coswig direkt in die Neucoswiger Straße und dann in die dortige Salzstraße über.
Die Benummerung der Winzerstraße beginnt an der Paradiesstraße mit der Nr. 1 auf der südlichen Seite. Die letzten Hausnummern kurz vor der Ludwig-Richter-Allee sind die ungerade Nr. 85 auf der Südseite und die gerade Nr. 84 auf der Nordseite.
Zahllose Kulturdenkmale reihen sich entlang der Winzerstraße und sind daher in der Liste der Kulturdenkmale in Radebeul-Niederlößnitz (M–Z) aufgeführt, dazu kommen Eckhäuser mit Adressen aus Nebenstraßen:
- Nr. 2,[1] Villa Gringmuth (Nr. 3), Makarenkostr. 8, Heinrich-Zille-Str. 1, Nr. 14, Zillerstr. 15, Winzerhäuser Hofmann (Nrn. 22/24), Nrn. 25, 25a, Nr. 27, Nr. 28, Nr. 29, Dr.-Külz-Str. 21, Haus Salem (Nr. 34), Erholungsheim Salem (Nr. 35), Humboldtstr. 1, Nr. 38, Nr. 43, Haus Klotzsche (Nr. 46), Nr. 47, Haus Clauß (Nr. 48a), Hohe Str. 29, Nr. 49, Villa Baltenhorst (Nr. 55), Grundschule Niederlößnitz (Ledenweg 35), Nr. 60, Haus Möbius (Horst-Viedt-Str. 11), Villa Thuja (Nr. 61a), Nr. 73, Moritzburger Str. 33, Nr. 79, Haus Stephani (Nr. 80), Käthe-Kollwitz-Str. 26, Haus Richter (Nr. 82, Denkmalschutz aufgehoben), Haus Lotter (Nr. 83),[2][3] Beuhnsches Gut (Nr. 84, Denkmalschutz aufgehoben), Ludwig-Richter-Allee 24, Villa Martins-Klause (Am Bornberge 16)
- Die Einzeldenkmale Winzerstr. 25, 25a und 29 gehören zur Siedlung der Baugenossenschaft Kötzschenbroda, die als denkmalpflegerische Sachgesamtheit aus 15 Häusern gesamthaft unter Denkmalschutz gestellt wurde.

Auch einige Bauherrenpreisgewinner sind dabei:
- Nr. 5a,[4] Haus Klotzsche (Nr. 46),[5] Nr. 67[6]

## Benamung

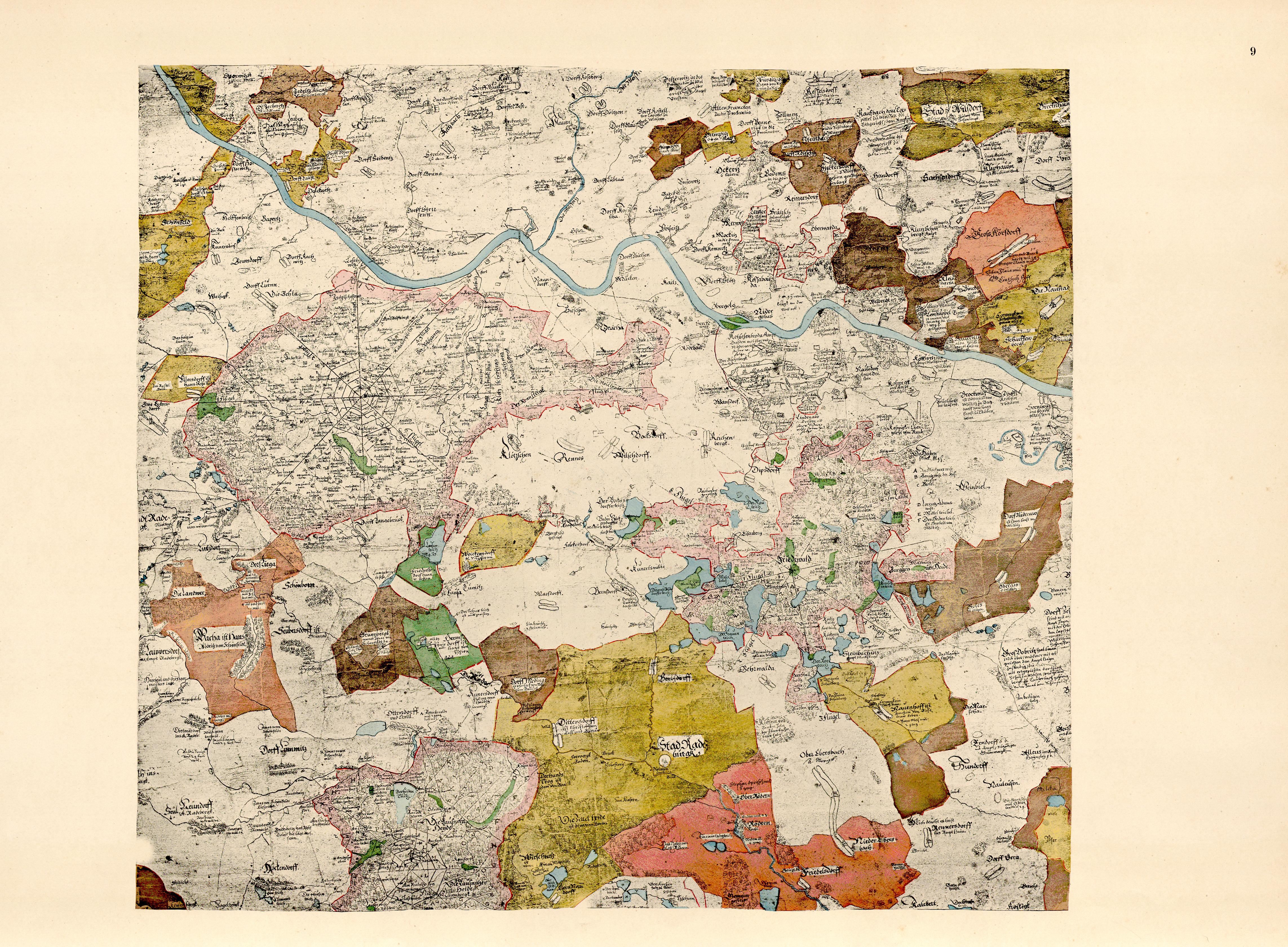
Oeder, Tafel IX mit Dresden und der Hausgaß bei Kötzschenbroda (Karte verkehrt herum, Süden oben!)

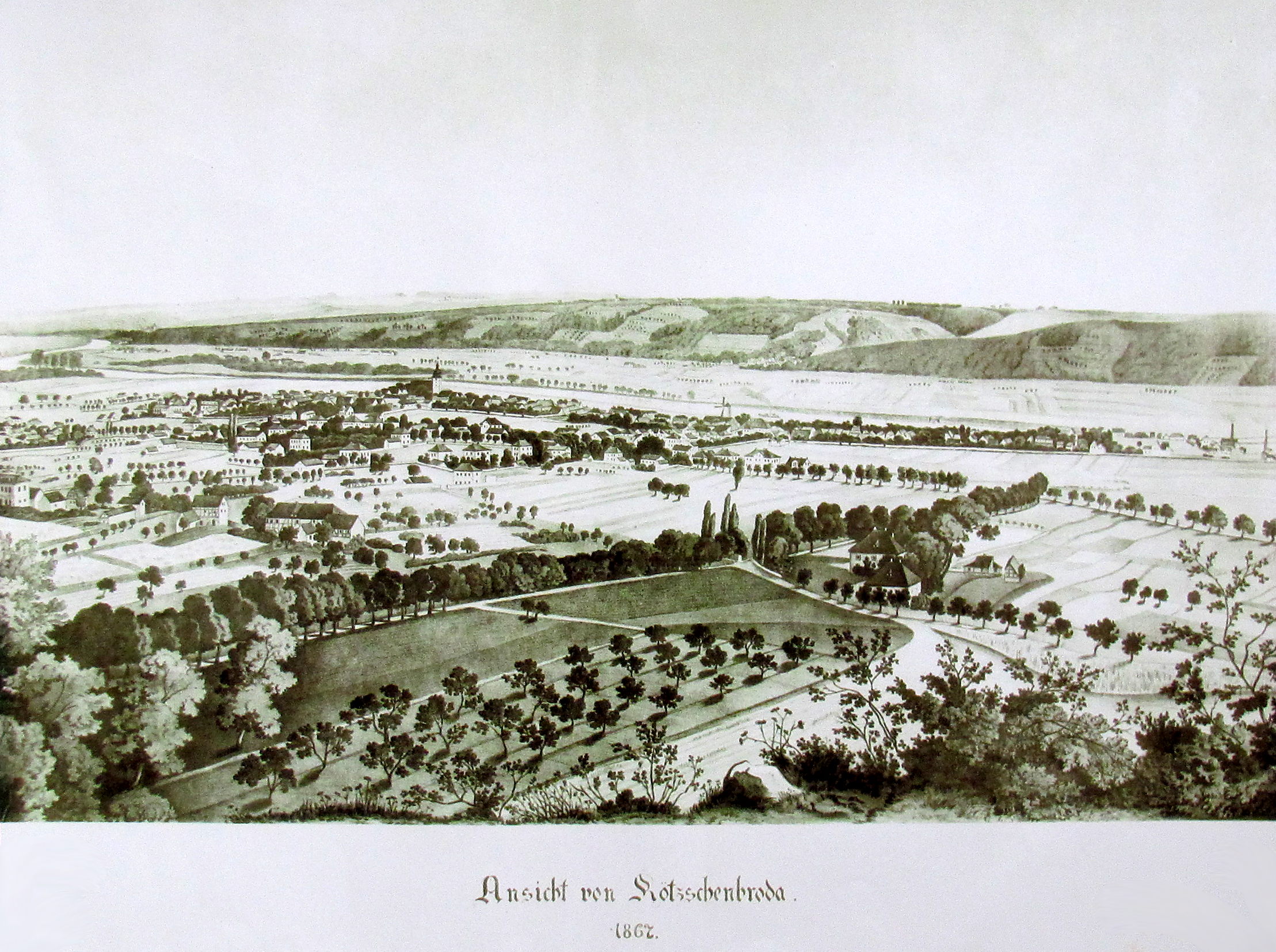
Ansicht von Kötzschenbroda. 1867. Zeitgenössische Lithografie.
Westliches Ende der Winzerstraße: Von der Kreuzung links der beiden Häuser rechts unten (Haus Liborius, Unteres Berghaus) verläuft die Winzerstraße waagerecht nach links. Haus Lotter bei etwa einem Viertel von links.

Bereits im 15. Jahrhundert wurde die Winzerstraße als Hausgaß, also Hausgasse, aufgezeichnet, da sie an diversen Häusern (von Weingütern) vorbeiführte. Auch bei Matthias Oeder ist der Hauptteil bis zur Moritzburger Straße auf den Karten der Ersten Kursächsischen Landesaufnahme aus der Zeit um 1600 als die Hausgaß aufgezeichnet, der westliche Teil ist Teil der weiterführenden Salzstraß.
Später hieß sie Berggasse, im 18. Jahrhundert Obere Berggasse. 1878 gab es die Bezeichnung Mittlere Berggasse, auch Mittle Berggasse wurde verwendet, in Unterscheidung zur direkt unterhalb der Steillage liegenden Oberen Berggasse, der heutigen Oberen Bergstraße. 1880 folgte mit der weiteren Verdichtung des Hausbestands die Umwandlung des letzten Namensbestandteils: Mittlere Bergstraße. 1905, nach Umwandlung zahlloser Weingüter in Villengrundstücke wegen der Reblauskatastrophe in der Lößnitz, geschah die Umbenennung in Winzerstraße.
Im Jahr 1950 wurde ein östlicher Straßenabschnitt in Straße der Jungen Pioniere umbenannt, was dann nach der Wende im Jahr 1992 rückgängig gemacht wurde, sodass die Straße heute wieder durchgehend wie seit 1905 Winzerstraße heißt.

## Anwohner
Der pensionierte Geheimrat Johann Georg von Welck wohnte die letzten Lebensjahre zur Miete in der Winzerstraße 8.
Generalmajor Maximilian August von Schmieden und später auch sein Sohn, Generalleutnant August von Schmieden bewohnten das vom Vater erbaute Landhaus Winzerstr. 43.
Der Kunsthistoriker und Denkmalpfleger Richard Steche verbrachte seine letzten Jahre im sogenannten Mops-Haus (Winzerstr. 37).
Der Schriftsteller, Parlamentarier und Gründer der Partei der Agrarier, Martin Anton Niendorf, wohnte in der Nr. 72, der 1871 zum Wohnhaus umgewandelten Niederlößnitzer Schule.